# Liste de films tournés au domaine de Versailles
Les films tournés au domaine de Versailles sont les productions cinématographiques ou télévisuelles dont certaines scènes ont fait l'objet d'un tournage au sein du domaine de Versailles, que ce soit dans les jardins, dans le château ou dans le domaine de Trianon. Depuis 1904, près d'un millier de films ont eu pour décor l'un des sites les plus demandés de France. Depuis le tournage du film de Sofia Coppola en 2006, une politique d'accueil des tournages a été mise en place et un barème a été fixé à 15 000 euros la journée de location en intérieur et 10 000 euros en extérieur. Afin de ne pas gêner le public, les tournages se font généralement le lundi, jour de fermeture hebdomadaire du domaine, ou la nuit.
Parmi les filmés tournés au sein du domaine de Versailles, on trouve notamment :
- Si Versailles m'était conté... de Sacha Guitry en 1953 : malgré quelques imprécisions, ce film rencontre un bon accueil du public[3].

- Marie-Antoinette de Sofia Coppola, sorti en 2006, qui a été tourné au Château de Versailles, la production du film ayant réussi à louer celui-ci pour un montant d'environ 300 000 euros[4].

- Les Adieux à la reine[5] écrit et réalisé par Benoît Jacquot à partir du roman homonyme de Chantal Thomas[6],[7]. Sorti en 2012, le film met en avant la relation tissée entre Marie-Antoinette et sa lectrice Sidonie, et présente un compte rendu fictif des derniers jours de la reine.

## Films tournés au domaine de Versailles

### 1900
- 1904 : Le Règne de Louis XIV de Vincent Lorant-Heilbronn[8]

### 1920
- 1921 : L'Aiglonne de René Navarre et Emile Keppens[9]
- 1923 : L'Enfant-roi de Jean Kemm[10],[11]
- 1924 : Le Vert galant de René Leprince[12]
- 1924 : La Princesse aux clowns d'André Hugon[12]Le château de Versailles. Ce domaine est le cadre de nombreux films depuis le début du  XXe siècle, entre autres Lady Oscar de Jacques Demy.

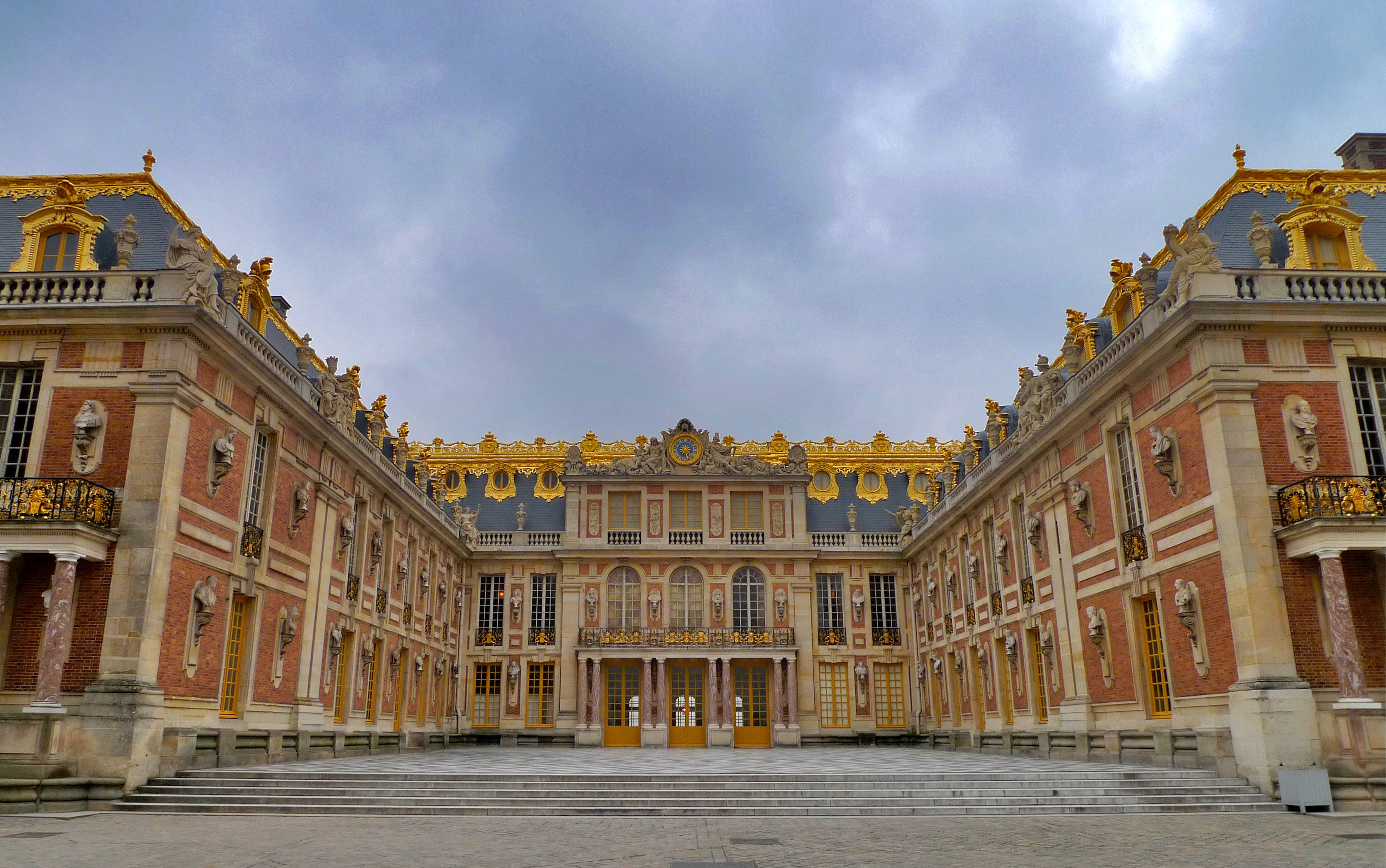
Le château de Versailles. Ce domaine est le cadre de nombreux films depuis le début du XX, entre autres Lady Oscar de Jacques Demy.

- 1925 : Fanfan-la-Tulipe de René Leprince[12]
- 1926 : The Magician de Rex Ingram[12]
- 1927 : Napoléon d'Abel Gance[12]
- 1927 : Printemps d'amour de Léonce Perret[12]
- 1928 : Madame Récamier de Gaston Ravel et Tony Lekain[13]
- 1929 : Le Collier de la reine de Gaston Ravel et Tony Lekain[12],[14]

### 1930
- 1931 : La Fin du monde d'Abel Gance[12]
- 1931 : Un caprice de la Pompadour de Joë Hamman et Willi Wolff[15]
- 1933 : Les Deux Orphelines de Maurice Tourneur[16]
- 1934 : Casanova de René Barberis[12],[17]
- 1937 : L'Affaire du courrier de Lyon de Claude Autant-Lara et Maurice Lehmann[18]
- 1938 : La Marseillaise de Jean Renoir[19]

### 1940
- 1942 : Le Mariage de Chiffon de Claude Autant-Lara[12]
- 1945 : Échec au roy de Jean-Paul Paulin[12],[8]
- 1945 : Paméla de Pierre de Hérain[12]
- 1946 : L'Idiot de Georges Lampin[12]
- 1946 : L'Affaire du collier de la reine de Marcel L'Herbier[12],[14]
- 1949 : Le Trésor de Cantenac de Sacha Guitry[12]

### 1950
- 1950 : La vie commence demain de Nicole Vedrès[12]
- 1952 : Bille de clown de Jean Wall[12]
- 1952 : L'Agonie des aigles de Jean Alden-Delos
- 1953 : Capitaine Pantoufle de Guy Lefranc[12]
- 1953 : Madame de... de Max Ophuls[12]
- 1953 : Les Amants de minuit de Roger Richebé[12]
- 1953 : La Dame aux camélias de Raymond Bernard[12]
- 1954 : Si Versailles m'était conté... de Sacha Guitry[12]
- 1954 : Madame du Barry de Christian-Jaque[12]
- 1954 : La Maison du souvenir de Carmine Gallone[12]
- 1955 : Napoléon de Sacha Guitry[12]
- 1955 : Frou-frou de Augusto Genina[12]
- 1956 : Marie-Antoinette reine de France de Jean Delannoy[12]
- 1957 : Drôle de frimousse de Stanley Donen[12]
- 1957 : Les Espions d'Henri-Georges Clouzot[12]
- 1957 : Le Renard de Paris de Paul May[12]
- 1958 : Vacances à Paris de Blake Edwards[12]
- 1959 : Le Bossu d'André Hunebelle[12]
- 1959 : John Paul Jones, maître des mers de John Farrow[20]

### 1960
- 1961 : Un Martien à Paris de Jean-Daniel Daninos[12]
- 1961 : Paris Blues de Martin Ritt[12]
- 1961 : Vive Henri IV, vive l'amour de Claude Autant-Lara[12]
- 1961 : L'Amant de cinq jours de Philippe de Broca[12]
- 1961 : Napoléon II, l'aiglon de Claude Boissol[12]
- 1961 : L'Année dernière à Marienbad d'Alain Resnais[12]
- 1961 : Le Temps des copains feuilleton télévisé de Robert Guez[12]
- 1962 : Les Quatre Cavaliers de l'Apocalypse de Vincente Minnelli[12]
- 1962 : La Fayette de Jean Dréville[12]
- 1962 : Les Mystères de Paris d'André Hunebelle[12]
- 1963 : La Belle Vie de Robert Enrico[21]
- 1964 : Angélique, Marquise des anges de Bernard Borderie[12]
- 1965 : Humour noir de Claude Autant-Lara[12] 3e sketch : La Bestiole
- 1965 : Merveilleuse Angélique de Bernard Borderie[12]
- 1966 : Angélique et le Roy de Bernard Borderie[12]
- 1966 : La Prise de pouvoir par Louis XIV téléfilm de Roberto Rossellini[12]
- 1966 : Le Chevalier à la rose rouge de Steno[12],[22]
- 1968 : La Petite Vertu de Serge Korber[12]
- 1968 : Le Tatoué de Denys de La Patellière[12]
- 1968 : La Chamade d'Alain Cavalier[12]
- 1968 : Le Tribunal de l'impossible série télévisée de Roger Kahane Episode 3 "La Dernière Rose ou Les fantômes du Trianon"

### 1970
- 1970 : Darling Lili de Blake Edwards[12]
- 1971 : La Maison sous les arbres de René Clément[12]
- 1973 : Salut l'artiste d'Yves Robert[12]
- 1973 : Lucien Leuwen feuilleton télévisé de Claude Autant-Lara[12]
- 1973 : Rude journée pour la reine de René Allio[12]La galerie des Glaces du château de Versailles, visible dans Marie-Antoinette de Sofia Coppola.

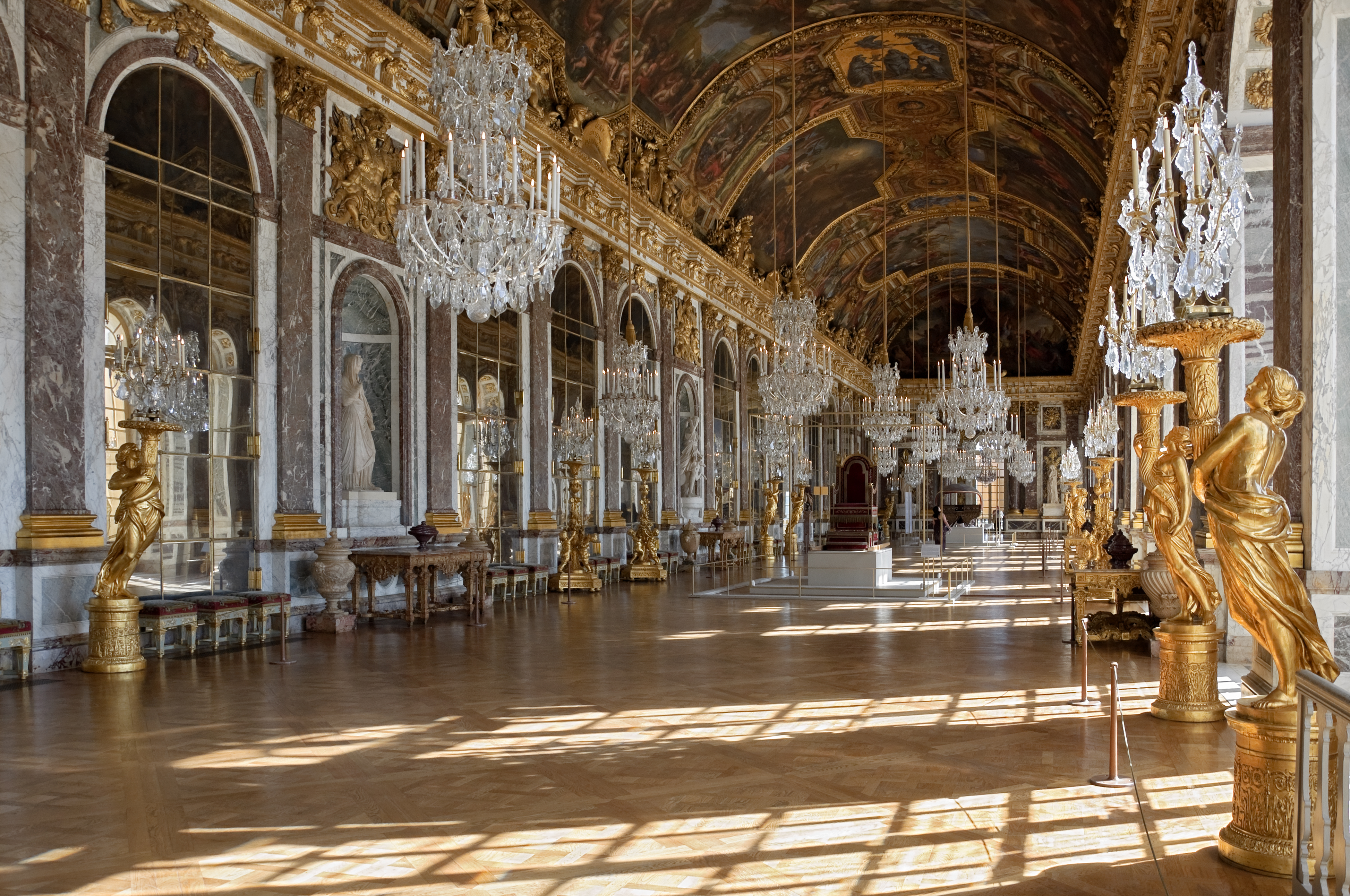
La galerie des Glaces du château de Versailles, visible dans Marie-Antoinette de Sofia Coppola.

- 1973 : Les Trois Mousquetaires de Richard Lester[12]
- 1974 : Les Chinois à Paris de Jean Yanne[12]
- 1975 : Marie-Antoinette de Guy Lefranc[12]
- 1976 : Jarosław Dombrowski de Bohdan Poręba[12]
- 1976 : Guerres civiles en France de Vincent Nordon[12]
- 1978 : Molière d'Ariane Mnouchkine[12]
- 1979 : I Love You, je t'aime de  George Roy Hill[12]
- 1979 : Lady Oscar de Jacques Demy[12]

### 1980
- 1980 : Miss (Morison's) Moberly’s ghosts de John Bruce[12]
- 1981 : Un chien de saison téléfilm de Bernard Roland[12]
- 1982 : La Nuit de Varennes de Ettore Scola[12]
- 1982 : Le Bourgeois gentilhomme de Roger Coggio[12]
- 1983 : Danton d'Andrzej Wajda[12],[23]
- 1983 : Vive la sociale ! de Gérard Mordillat[12]
- 1983 : Marianne série télévisée de Marion Sarraut[9]
- 1984 : Les Fausses Confidences de Daniel Moosmann[12]
- 1984 : Liberté, Égalité, Choucroute de Jean Yanne[12]
- 1986 : Mon beau-frère a tué ma sœur de Jacques Rouffio[12]
- 1987 : La Rumba de Roger Hanin[12]
- 1988 : Camille Claudel de Bruno Nuytten[12]
- 1988 : Chouans ! de Philippe de Broca[12]
- 1988 : Les Liaisons dangereuses de Stephen Frears[12]
- 1988 : Marie-Antoinette de Caroline Huppert[12],[14]
- 1988 : Une nuit à l'Assemblée nationale de Jean-Pierre Mocky[12]
- 1988 : Manon Roland téléfilm d'Édouard Molinaro[12]
- 1989 : La Comtesse de Charny mini-série  de Marion Sarraut
- 1989 : Valmont de Miloš Forman[12]
- 1989 : Au péril de ma vie de Desmond Davis[12]
- 1989 : L'Autrichienne de Pierre Granier-Deferre[12],[14]
- 1989 : La Révolution française de Robert Enrico et Richard T. Heffron[12],[22]
- 1989 : Le Radeau de la Méduse d'Iradj Azimi[12]

### 1990
- 1990 : Gentille Alouette de Sergio Castilla[12]
- 1991 : Le Voleur d'enfants de Christian de Chalonge[12]
- 1992 : L'Homme de ma vie de Jean-Charles Tacchella[12]
- 1993 : Lettre pour L... de Romain Goupil
- 1995 : Jefferson à Paris de James Ivory[12]
- 1995 : L'Allée du Roi de Nina Companeez[12]
- 1996 : Beaumarchais, l'insolent d'Édouard Molinaro[12],[24]
- 1996 : Ridicule de Patrice Leconte[12]
- 1997 : On connaît la chanson d'Alain Resnais[25]
- 1998 : Le Radeau de La Méduse d'Iradj Azimi[26]

### 2000
- 2000 : Les Misérables mini-série de Josée Dayan[12]
- 2000 : La Traviata téléfilm de Pierre Cavassilas[12]
- 2000 : Le Roi danse de Gérard Corbiau[12]
- 2001 : L'Affaire du collier de Charles Shyer[12]
- 2002 : Napoléon mini-série d'Yves Simoneau[12]
- 2002 : Le Jeune Casanova téléfilm de Giacomo Battiato[12],[17]
- 2003 : 18 ans après de Coline Serreau[12]
- 2003 : La Bête du Gévaudan téléfilm de Patrick Volson
- 2005 : Les Amants réguliers de Philippe Garrel[12]
- 2005 : Marie Antoinette de David Grubin[14]
- 2005 : Maîtresses. Le pouvoir secret des femmes docufiction de Jan Peter Episode : La Maîtresse du roi[8]
- 2006 : Marie-Antoinette de Sofia Coppola[12]L'escalier des 100 marches du château de Versailles, au final du film Si Versailles m'était conté... de Sacha Guitry.
- 2007 : Molière de Laurent Tirard[12]

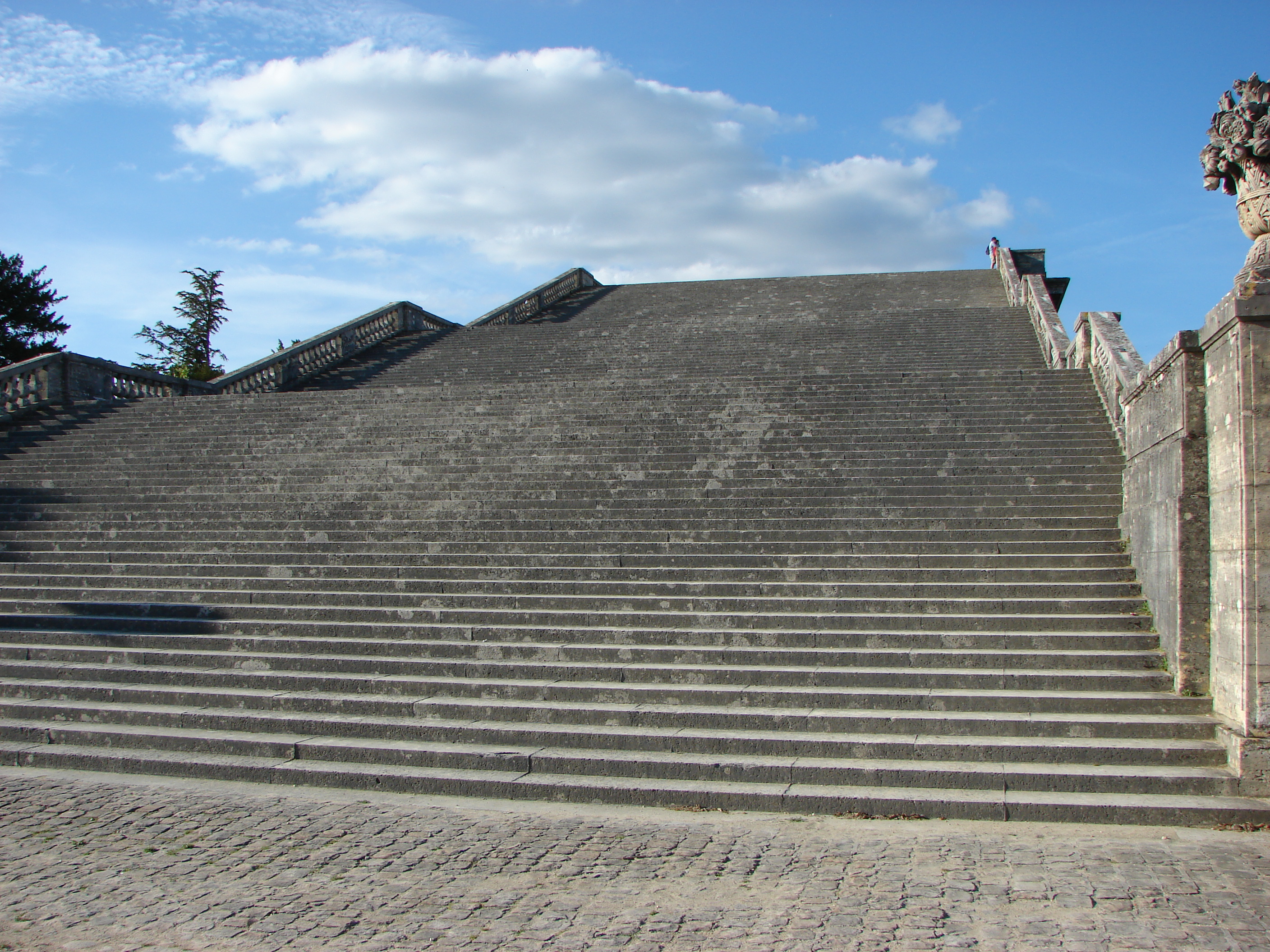
L'escalier des 100 marches du château de Versailles, au final du film Si Versailles m'était conté... de Sacha Guitry.

- 2007 : Jean de la Fontaine, le défi de Daniel Vigne[12]
- 2007 : Versailles, le rêve d'un roi de Thierry Binisti[12]
- 2008 : Versailles de Pierre Schoeller[12]
- 2008 : Nicolas Le Floch série télévisée Épisode 1 : L'Homme au ventre de plomb d'Edwin Baily
- 2009 : Louis XV, le Soleil noir de Thierry Binisti[12]

### 2010
- 2010 : Nannerl, la sœur de Mozart de René Féret[12],[27]
- 2011 : Minuit à Paris de Woody Allen[12]
- 2011 : Louis XVI, l'homme qui ne voulait pas être roi de Thierry Binisti[12]
- 2011 : Le Chevalier de Saint-George docufiction de Claude Ribbe[14]
- 2012 : 30° Couleur de Lucien Jean-Baptiste et Philippe Larue [12]
- 2012 : Clemenceau d'Olivier Guignard[28]
- 2012 : Ludwig II. de Marie Noëlle et Peter Sehr [29]
- 2012 : Les Adieux à la reine de Benoît Jacquot[30]
- 2013 : Le Grand Méchant Loup de Nicolas Charlet et Bruno Lavaine[31]
- 2013 : Nicolas Le Floch série télévisée Épisode 9 : Le Crime de l’Hôtel Saint-Florentin de Philippe Bérenger[12],[32]
- 2014 : Les Jardins du roi d'Alan Rickman[33]
- 2014 : Masque d'Or de Julien Landais[29]
- 2015 : Arletty, une passion coupable téléfilm d'Arnaud Sélignac[29]
- 2015 : Château de la Reine (en) de Hajime Hashimoto (ja)[29]
- 2015 : Versailles série télévisée de Jalil Lespert, Cristoph Schrewe, Thomas Vincent et Daniel Roby[34]
- 2016 : Iris de Jalil Lespert[28]
- 2017 : Nicolas Le Floch série télévisée Épisode 11 : Le Cadavre anglais de Philippe Bérenger[12],[32]
- 2017 : Les Grands Esprits d'Olivier Ayache-Vidal[28],[29]
- 2017 : L'Embarras du choix d'Éric Lavaine[29]
- 2018 : The King's Daughter de Sean McNamara[33]
- 2018 : Un peuple et son roi de Pierre Schoeller[35]
- 2018 : Victor Hugo, ennemi d'État série télévisée de Jean-Marc Moutout[36]
- 2019 : Le Mystère Henri Pick de Rémi Bezançon[29]
- 2019 : Riquet, le songe de Naurouze de Jean Périssé[29]

### 2020
- 2020 : Treadstone série télévisée de Ramin Bahrani[29]
- 2021 : Emily in Paris série télévisée de Darren Star[37]
- 2022 : Marie-Antoinette, premiers pas à la cour série télévisée de Deborah Davis[38]
- 2022 : Le Tigre et le Président de Jean-Marc Peyrefitte[38]
- 2022 : Notre-Dame brûle de Jean-Jacques Annaud[38]
- 2022 : Rose de Niels Arden Oplev[38]
- 2023 : Jeanne du Barry de Maïwenn[38]
- 2023 : John Wick : Chapitre 4 de Chad Stahelski[38]
- 2023 : L'Art du crime série télévisée Saison 7 Épisode 1 "Versailles, es-tu là ?" de Floriane Crépin[28]
- 2024 : Cat's Eyes série télévisée d'Alexandre Laurent
- 2024 : Franklin mini-série de Timothy Van Patten[38]
- 2025 : Reine mère de Manele Labidi[38]
- 2025 : Ad vitam de Rodolphe Lauga[28]

## Sources
- Liste des films tournés au domaine de Versailles
- Site d'Hervé Dumont Cinéma & Histoire / Histoire & Cinéma
- « Un siècle de tournages : Le plus beau décor du cinéma », Claire Fleury, Le Nouvel Observateur, 13 juillet 2012